# 346 Ерманарія
346 Ерманарія (346 Hermentaria) — астероїд головного поясу, відкритий 25 листопада 1892 року Огюстом Шарлуа у Ніцці.